# فن الأكل

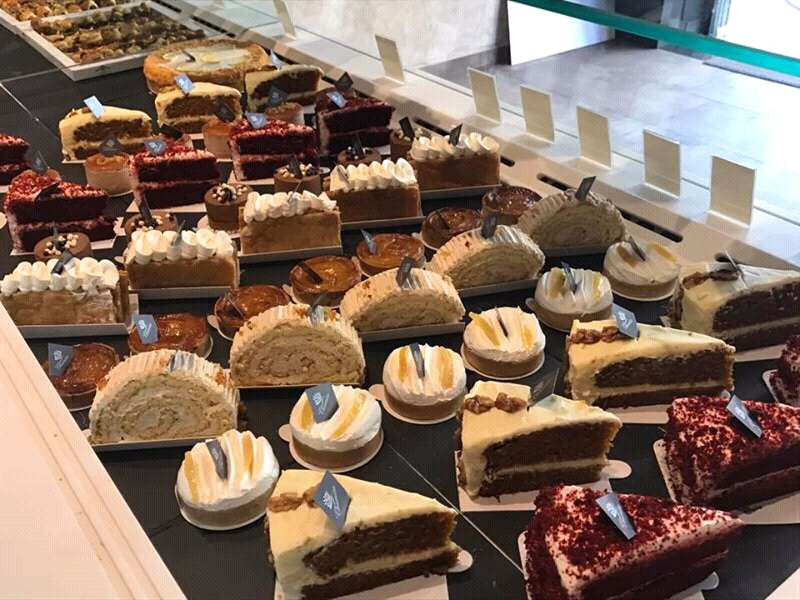
حلويات مغربية

فن الأكل أو علم الطهي (بالإنجليزية: Gastronomy)‏ هو دراسة العلاقة بين الثقافة والغذاء. وهو كثيرا ما يعتقد خطأ أن مصطلح فن الأكل يشير حصرا إلى فن الطهو (انظر فنون الطبخ)، لكنه سوى جزء صغير من هذا النظام: أنه لا يمكن دائما أن يقال إن الطباخ هو أيضًا الذواقة. فن الأكل هو دراسة مختلف المكونات الثقافية مع الغذاء باعتباره المحور الرئيسي. وهكذا يتعلق الأمر بالفنون الجميلة والعلوم الاجتماعية، وحتى على العلوم الطبيعية من حيث النظام الغذائي للجسم البشري.

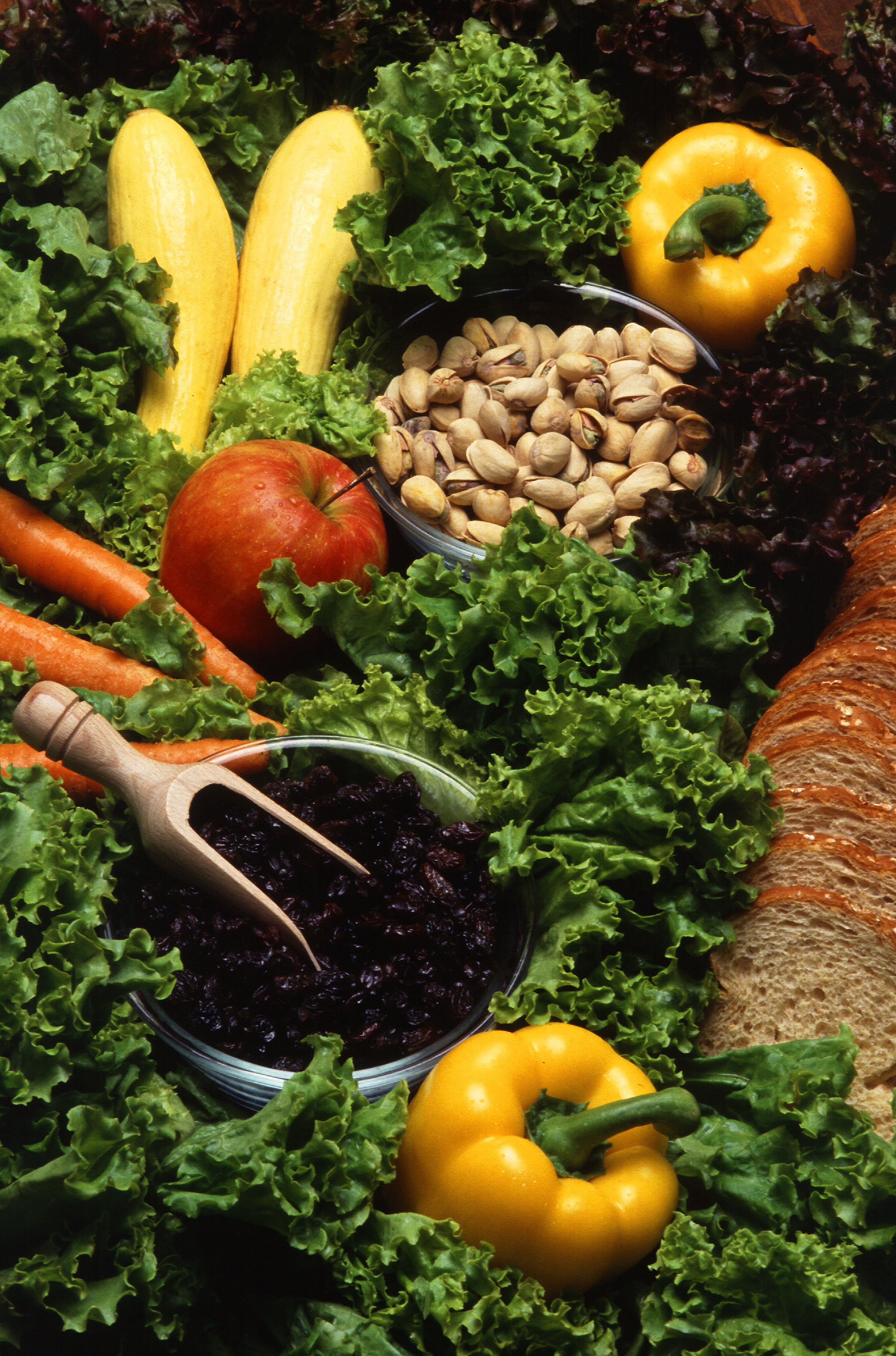
مكونات وجبة نباتية

الذواقة تشمل الأنشطة الرئيسية: اكتشاف، ذوق، اختبار، البحث، والفهم والكتابة عن الأطعمة. فن الأكل إذا مشترك بين تخصصات النشاط. حسن المراقبة ستكشف أن حول الغذاء يوجد الرقص، والفنون المثيرة، الرسم، النحت، والأدب، والهندسة المعمارية، والموسيقى؛ وبعبارة أخرى: الفنون الجميلة. ولكنه ينطوي أيضا على الفيزياء والرياضيات والكيمياء والبيولوجيا، والجيولوجيا، وعلم الزراعة، وأيضا علم الإنسان، التاريخ، الفلسفة، علم النفس، وعلم الاجتماع. تطبيق المعرفة العلمية إلى فن الأكل والطبخ، وأصبح يعرف باسم فن الأكل الجزيئي "molecular gastronomy".
أول دراسة رسمية عن فن الأكل ربما يكون كتاب فسيولوجيا الذوق بقلم جان انتلم بريلات سافرين "Jean Anthelme Brillat-Savarin" (أوائل القرن التاسع عشر). خلافا لكتب الطبخ التقليدية (الوصفة)، ومن الدراسات العلاقة بين الحواس والأغذيه، علاج التمتع على الطاولة باعتبارها العلم. وفي الآونة الأخيرة، في عام 2004، من مؤسسي حركة سلو فوود Slow Food الذواقة تأسست جامعة فنون الطبخ University of Gastronomic Sciences في إيطاليا مكرسه لدراسة مبادئ فن الأكل.
كلمة Gastronomy «فن الأكل» كلمة مشتقة مأخوذة من اليونانية القديمة gastros «معدة»، وnomos «المعرفة» أو «القانون».

## فن طهو الطعام في العالم
- مطبخ مغربي
- مطبخ جزائري
- مطبخ تونسي
- مطبخ سوري
- مطبخ مصري

## وصلات خارجية
- Le Cordon Bleu Gastronomy at the University of Adelaide
- Network of European Alimentary Culture
- Boston University Masters of Liberal Arts in Gastronomy